# Малоглазая гигантская акула-молот
Малоглазая гигантская акула-молот (лат. Sphyrna tudes) — один из видов рода акул-молотов (Sphyrna), семейство молотоголовых акул (Sphyrnidae).

## Таксономия и филогенез
Несмотря на то, что малоглазая гигантская акула-молот является одной из самых легко узнаваемых акул, долгое время существовала путаница в определении таксона, которую ещё предстоит полностью устранить. Научное название Zygaena tudes возникло в 1822 году наряду с описанием, данным французским зоологом Ахиллом Валансьеном в научном журнале «Memoires du Museum National d’Histoire Naturelle». Один из описываемых образцов был пойман у берегов Ниццы во Франции, другой в Кайенне во Французской Гайане и третий из Коромандела у побережья Индии. Тем не менее, на протяжении более двух веков систематики считали, что Валансьен описал гигантскую акулу-молот, которая, таким образом, стала известна как Zygaena tudes (позже Spyrna). Малоглазая гигантская акула-молот была известна под именем Sphyrna bigelowi, данным Стюартом Спрингером в 1944 году в номере научного журнала Вашингтонской Академии наук.
В 1950 году Энрико Тортонезе рассмотрел образцы Sphyrna tudes, полученные из Ниццы и Кайенны (коромандельский образец был утерян) и пришёл к выводу, что они не являются гигантской акулой-молот, а принадлежат к виду Sphyrna bigelowi. Картер Гилберт в 1967 в своём обзоре молотоголовых акул отметил, что, вероятно, утраченный коромандельский образец принадлежал к виду гигантская акула-молот, но ни один из существующих образцов к этому виду не относятся. Таким образом, Sphyrna tudes стало общепринятым названием для малоглазой акулы-молот, вместо Sphyrna bigelowi, а гигантская акула-молот получила название Sphyrna mokarran. Образец из Ниццы, назначенный Гилбертом лектотипом Sphyrna tudes имеет приоритет над кайенским образцом (паралектотипом).

В 1981 году Жан Кадена и Жак Блаш пересмотрели образцы Sphyrna tudes и обнаружили, что лектотип из Ниццы, скорее всего, является не малоглазой гигантской акулой-молот, а эмбрионом западноафриканской молот-рыбы (Sphyrna couardi. Этим объясняется аномальная локация (Ницца) поимки образца, поскольку малоглазая гигантская акула-молот обитает у побережья Америки. По правилам биномиальной номенклатуры название Sphyrna tudes должно стать действительным именем западноафриканской молот-рыбы вместо Sphyrna couardi, а малоглазая гигантская акула-молот должна называться Sphyrna bigelowi. Систематики неохотно меняют названия, предпочитая именовать малоглазую гигантскую акулу-молот Spyrna tudes. Для решения этого вопроса требуется отказ Международной комиссии по зоологической номенклатуре (МКЗН) от признания в качестве лектотипа образца из Ниццы и назначение на его место кайенского образца.
До первого детального изучения малоглазой гигантской акулы-молота, проведённого в 1985—86 Хосе Кастро Клемсоном в университете Продовольствия и сельского хозяйства Объединённых Наций, науке была неизвестна его отличительная золотистая окраска. Цвет исчезает после смерти, а пигменты переходят в консервант, в котором хранится образец, в результате чего желтоватый оттенок музейных образцов рассматривался как артефакт. Рыбаки на Тринидаде называют эту акулу «желтый молот» или «золотой молот», последнее название благодаря Кастро получило более широкое распространение. Другое популярное название этого вида — «акула карри» (англ. curry shark). Недавний филогенетический анализ, проведённый на основании на морфологических данных, изоферментов и митохондриальной ДНК, обнаружили, что акулы-молоты с небольшим «молотом» являются производными членами в своём роде. Композитное филогенетическое дерево, вобравшее в себя нескольких независимых филогенетических деревьев, опубликованное Мауро Хосе Кавальканти в 2005 году, демонстрирует, что ближайшим родственником малоглазой гигантской акулы-молот могут быть круглоголовая молот-рыба (Spyrna corona) и панамо-карибская молот-рыба (Spyrna media), а также, что эти три вида образуют единую кладу с малоголовой молот-рыбой (Spyrna tiburo).

## Ареал
Малоглазая гигантская акула-молот обитает у восточного побережья Южной Америки от Уругвая до Венесуэлы, хотя редко встречается западнее дельты Ориноко к юго-востоку от Тринидада. Есть неподтвержденные сообщения о присутствии этого вида у берегов Панамы, Мексики и западной Флориды. Записи из других частей мира, скорее всего, ошибочны и появляются в результате таксономической путаницы. Это один из самых распространённых видов акул в ареале его обитания. Этот вид встречается в прибрежных мутных водах на глубине 5—40 м с илистым грунтом. Существует разделение по полу и возрасту: новорожденные и подростки размером до 40 см держатся на мелководье, постепенно отдаляясь от берега. Взрослые самки встречаются чаще всего на глубине 9—18 м, а крупные подростки и взрослые самцы чаще находятся на глубине 27—36 м. Этот вид терпимо относится к пониженной солёности и может заходить в воды с солёностью 20—34 промилле.

## Описание
Несмотря на название «гигантская» малоглазая акула-молот является одним из самых маленьких членов своего семейства молотоголовых акул, достигая в длину 1,5 м, средний размер 1,2—1,3 м, а вес 9 кг. Тело обтекаемой формы, довольно тонкое. Голова в форме молота широкая и длинная, её ширина составляет 28—32 % от общей длины тела, лобный край образует широкую арку с углублениями по центру и по обеим сторонам. У новорожденных «молот» сравнительно шаре, более выпуклый и с меньшими лобными углублениями, чем у взрослых. Глаза, расположенные на концах «молота», относительно меньше, чем у других акул-молотов, они оснащены мигательной мембраной. Ноздри расположены рядом с глазами на лобной стороне «молота», от каждой ноздри к центру «молота» пролегает хорошо развитая борозда. Рот сильно изогнут, на верхней челюсти 15—16, а на нижней 15—17 зубных рядов по обе стороны. Зубы с узким остриём, края гладкие или слабо зазубренные, в верхней челюсти расположены под углом, а в нижней имеют вертикальный постав.
Первый спинной плавник высокий и серповидный, его основание находится за основанием грудных плавников, свободный задний кончик расположен над основанием брюшных плавников. Второй спинной плавник меньше первого, но довольно большой, с вогнутым каудальным краем. Кауальные края брюшных плавников прямые. Анальный плавник выше и длиннее второго спинного плавника. Нижняя лопасть хвостового плавника хорошо развита, у кончика верхней лопасти имеется выемка. Плакоидные чешуйки овальные и покрыты пятью горизонтальными гребнями, оканчивающимися зубцами. Наиболее отличительной чертой этого вида является его окрас: спина и спинные плавники серые или желтовато-серые, а «молот», бока, брюхо, брюшные, грудные и анальный плавники от ярко-жёлтого до оранжевого цвета с металлическим или радужным блеском. Новорожденные акулы серые, первый спинной плавник и верхняя лопасть хвостового плавника тёмные, брюхо беловатое. Они приобретают жёлтый оттенок нижней части тела, достигнув длины 45 см, который переходит в оранжевый при длине 50 см. Акулы размером 55—70 см становятся золотыми, как правило, этот цвет исчезает с наступлением половой зрелости.

## Биология и экология
В ареале малоглазой гигантской акулы-молот распространены четыре других видов акул-молот: мелкие панамо-карибская и малоголовая молот-рыбы и крупные круглоголовая и гигантская молот-рыбы. Между этими видами практически нет конкуренции из-за различий в их среде обитания и пищевых предпочтениях. Малоглазая гигантская акула-молот является доминирующим хищником на мутном мелководье, где острое зрение бесполезно. Взрослые самцы и подростки обоего пола образуют стаи рыб одинаковых по размеру, эти стаи, похоже, не связаны с воспроизводством или миграцией. Взрослые самки, по-видимому, ведут одиночный образ жизни.
Молодые малоглазые гигантские акулы-молот длиной до 67 см питаются преимущественно креветками семейства Penaeidae, в частности Xiphopenaeus kroyeri. Крупные акулы питаются в основном костистыми рыбами, особенно морскими сомами и их икрой. Креветки и икра содержат каротиноиды — пигменты, которые могут придавать акулам золотистый цвет. В том же регионе обитает кунья акула (Mustelus higmani), которая также питается креветками и имеет желтоватый окрас, хотя и не столь яркий. Малоглазые акулы-молоты также поедают голубых крабов Portunidae, кальмаров, ворчунов и новорожденных круглоголовых молот-рыб. Малоглазая гигантская акула-молот может стать жертвой крупных акул, таких как акула-бык (Carcharhinus leucas), а мелкие особи становятся добычей крупных костистых рыб. Окрас служит камуфляжем.

### Размножение и жизненный цикл
Подобно прочим представителям рода акул-молотов, малоглазые гигантские акулы-молоты являются живородящими; развивающиеся эмбрионы получают питание посредством плацентарной связи с матерью, образованной опустевшим желточным мешком.
Взрослые самки имеют один функциональный яичник и две функциональные матки. Овуляция происходит во время беременности, что позволяет самкам приносить потомство ежегодно. Детали жизненного цикла малоглазой гигантской акулы-молот варьируются в зависимости от места обитания. У берегов Тринидада, спаривание происходит в августе и сентябре, а роды конце мая и июне следующего года. В помёте от 5 до 12 щенков акулят. Беременность длится 10 месяцев. Беременные самки приплывают в мелкие прибрежные заливы, богатые кормом. Размер новорожденных около 30 см, самцы и самки достигают половой зрелости при длине 80 см и 98 см, соответственно. У берегов штата Мараньян (Бразилия) малоглазые гигантские акулы крупнее существенно больше, причём самцы созревают при длине 92 см, а самки свыше 101 см. Количество потомства напрямую связано с размером самки. Мараньянские акулы приносят до 19 акулят.

## Взаимодействие с человеком
Робкие и безвредные для человека акулы. Они являются предметом кустарного промысла, мясо используют в пищу. Это один из наиболее важных промысловых видов рыб у берегов Тринидада, Гайаны и Бразилии. Из-за формы головы малоглазые акулы-молоты легко попадаются в жаберные сети. Небольшое количество ловят на спиннинги и донными тралами. Международный союз охраны природы (МСОП) оценил статус сохранности этого вида, как «Уязвимый», так как он подвергается сильному давлению со стороны рыболовства при низком репродуктивном уровне.